# Бої за Мар'їнку
Бої за Мар'їнку — бойові дії між Збройними силами Російської Федерації та Збройними силами України в ході російсько-української війни. Бої точаться в районі Мар'їнки — великого міста, що лежить західніше і практично впритул до Петровського району Донецька.

## Перебіг подій

### 2014

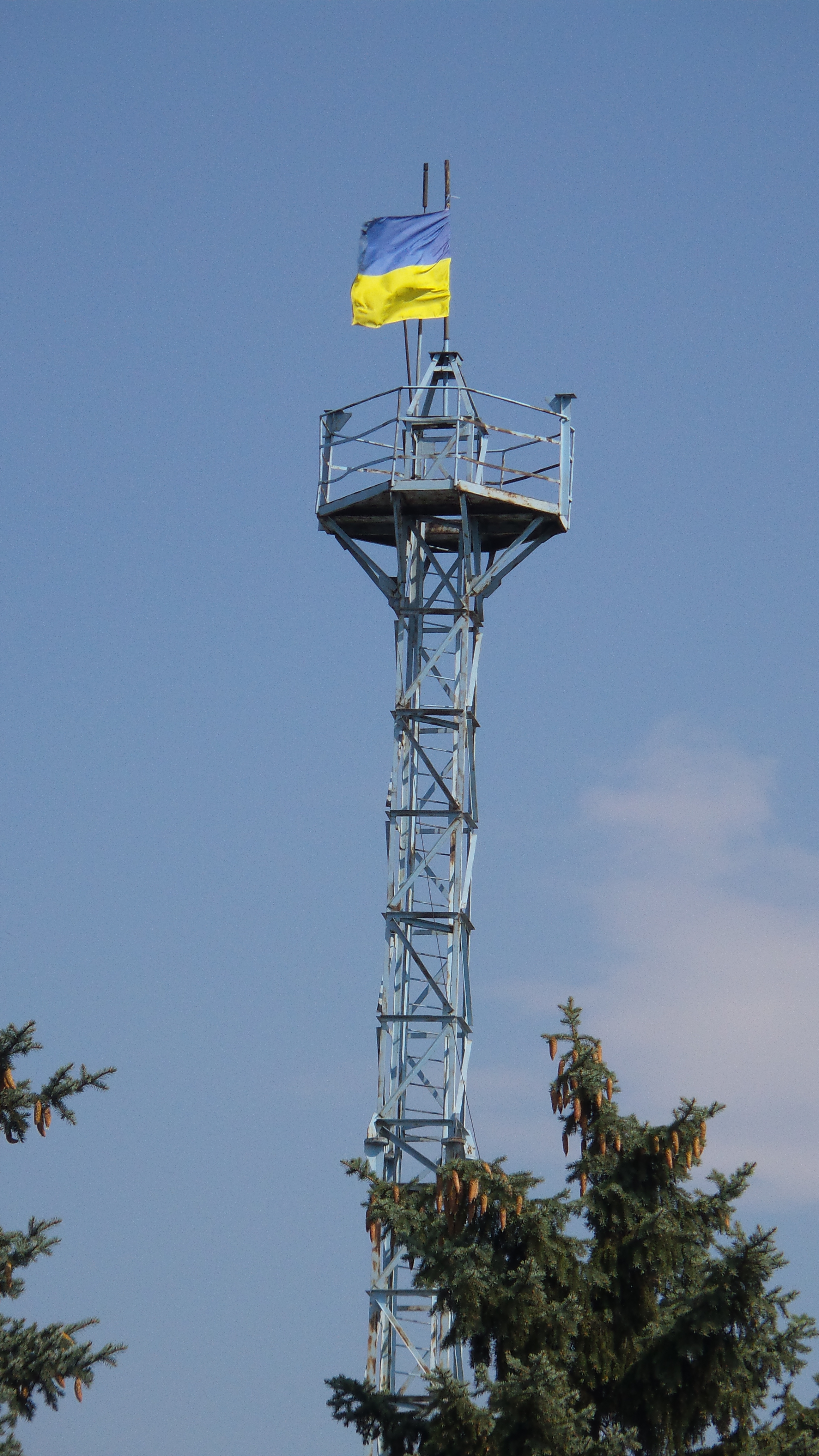
Український прапор над Мар'їнкою. 12 серпня 2014

Звільнена ЗСУ 5 серпня 2014 року, до цієї дати кілька разів була окупованою російськими військами.

### 2015
3 червня 2015 терористи пішли у наступ, намагаючись відбити населений пункт, активно застосовуючи РСЗВ та артилерію.
З іншого боку, радник президента України Юрій Бірюков заявив у ЗМІ, що в районі Мар'їнки Збройні сили України сконцентрували велике угруповання, в результаті чого терористи «реально злякалися початку нашого наступу і вирішили контратакувати». Українськими силами по відбиттю терористів керував Михайло Забродський.
Медик-волонтер Армен Нікогосян повідомляв, що бій почався близько 4-ї ранку наступом терористів з боку Донецька, велися обстріли з «Градів» і танків. Терористи намагалися взяти Мар'їнку в кільце, на підмогу 28-й бригаді ЗСУ прийшли танки і БТРи. Станом на 13-у годину дня було відомо про поранення трьох мирних жителів. В другій половині дня українські бійці у бою полонили пораненого російського солдата, який повідомив, що у штурмі Мар'їнки задіяні 500 російських військових. Полонений в швидкому часі загинув при обстрілі терористами з «Градів». Ближче до вечора штаб ЗСУ повідомив, що Мар'їнку штурмують більш як 10 танків та понад тисяча військових, наступ підтримують самохідні гармати 2С1 «Гвоздика». Близько 4-ї години ранку російсько-терористичні збройні формування здійснюють спробу штурму Мар'їнки, атака розпочалася з масованого обстрілу позицій ЗСУ із застосуванням САУ, артилерії та РСЗВ. Після артпідготовки на штурм пішли 2 тактичні групи піхоти за підтримки танків. ЗСУ залучили артилерію, наступ відбито, терористи зазнали втрат і відступили. У бою загинули 3 військовики 28-ї бригади — старший солдат Олександр Галущинський, молодший сержант Василь Писаренко та старший сержант Василь Пихтєєв, солдат 3-го полку Володимир Шеляг, смертельних поранень зазнав солдат 55-ї бригади Олег Щербань; 26 бійців зазнали поранень.
Як зазначив радник голови МВС Зорян Шкіряк, у район Мар'їнки на підкріплення для терористів рушила важка техніка: САУ, танки, РСЗВ, артилерійські установки — та піхота. Під вечір в СБУ повідомили, що втрати бойовиків за день бою склали 10 убитих і понад 80 поранених, також було встановлено, що втрати спецпризначенців ГРУ Генштабу ЗС РФ, котрі були залучені у цій операції, становили щонайменше 4 убитих.
4 червня під Мар'їнкою в боях було поранено троє українських вояків.
З 4 на 5 червня під Мар'їнкою виявлена диверсійно-розвідувальна група терористів, які намагалися проникнути в тактичний тил українських військ за кільцевою дорогою між населеними пунктами Олександрівка і Перемога. В ході бойового зіткнення терористична ДРГ відступила на попередні позиції. Ще одну ДРГ бойовиків було виявлено між Красногорівкою та Мар'їнкою — при спробі виходу на «нейтральну смугу», в бою із українськими силами терористи відступили.
5 червня постпред США в ООН Саманта Пауер заявила, що напад на Мар'їнку був спільною операцією російських військ і сепаратистів. Вона повідомила, що під час боїв загинули 5 українських військових, 35 отримали поранення. Пауер нагадала, що президент РФ В. Путін підписав указ, згідно з яким інформація про втрати ЗС Росії засекретилася.
Того ж дня заступник генерального секретаря ООН з політичних питань Джеффрі Фелтман під час екстреного засідання Ради безпеки ООН повідомляє, що в районі Мар'їнки 3 червня загинуло 9 мирних мешканців. Представник України при ООН Юрій Сергєєв у своєму виступі повідомляє, що в нападі на Мар'їнку були задіяні 30 танків та 1000 терористів.
При відбитті терористичної атаки був захоплений у полон український вояк 28-ї МБР Роман Мащенко. В полоні під тиском та загрозою для життя він був змушений задля виправдання розбиття атакуючих сил бойовиків під Мар'їнкою повторити російські пропагандистські настанови щодо неймовірних втрат українських військ (яких насправді не існувало). Через кілька днів Романа Мащенка звільнили з полону в обмін на тіла терористів «ДНР».
8 червня терористи знову обстрілювали з танків та мінометів Мар'їнку, відбувся ближній бій, нападники зазнали втрат пораненими та убитими, розбита ворожа БМП.
9 червня радник начальника Генерального штабу Руслан Кавацюк заявив, що з радіоперехоплень стало відомо про 156 загиблих терористів та кілька сотень поранених, серед українських вояків загинув старший солдат 28-ї бригади Сергій Бедрій. Тоді ж загинули сержант Олексій Герега, солдати Олексій Бобкін, Олег Дорошенко, Сергій Керницький, Олександр Мостіпан, Максим Чорнокнижний.
13 червня в боях під Мар'їнкою зазнав поранення, несумісного з життям, старшина 93-ї бригади Дмитро Куликов; від прямого пострілу в бліндаж загинув солдат 28-ї бригади Іван Кучмій. 14 червня терористи вчергове обстріляли Мар'їнку, відомо про одного пораненого мешканця міста, згодом з'являється інформація про двох поранених на блокпосту військовиків.
В ніч з 16 на 17 червня російсько-терористичні війська здійснюють спробу прориву біля Мар'їнки — група чисельністю до 30 бойовиків. Пізніше під прикриттям 120-мм мінометів штурмувати намагалося ще одне бандформування — чисельністю щонайменше 150 бійців. В цих боях поранено 10 українських військових, з 15 по 17 червня у безперервних боях один військовик загинув — молодший сержант 28-ї бригади Володимир Мельников, 24 поранені. Загалом, починаючи з вечора 16 червня до ранку 18 червня бойовики здійснили не менше 5 спроб прориву оборони українських військ у районі Мар'янки. В нічному бою з 17 на 18 червня загинули два українські бійці — молодший сержант Володимир Мельников та солдат Борис Гено.
Внаслідок ранкових обстрілів Мар'їнки 20 червня загинули два мирних мешканці, четверо поранено, з них 3 військових. Під час обстрілів супротивник використовував важку артилерію, 120 та 100 міномети, РПГ-7 з протипіхотними зарядами (ОГ-7В «Осколок»). По околицях міста працювали снайпери. Вночі з 22 на 23 червня внаслідок обстрілів терористами загинув один військовослужбовець ЗСУ — молодший сержант 20-го батальйону Олег Брайченко.
З 23 на 24 червня терористи 4 рази відкривали вогонь по блокпосту «Мар'їнка», де спільно несуть службу прикордонники та військовики. Вогнем у відповідь терористи були відігнані, один український вояк поранений, загинув сержант 17-го тербату Сергій Макаров. У боях з терористами 25 червня під час обстрілу блокпосту «Лікарня» загинув один український боєць — солдат 28-ї бригади солдат Хомань Антон Іванович.
20 липня загинув під час мінометного обстрілу терористами поблизу Красногорівки загинув старший солдат 28-ї бригади Володимир Томілін. 26 липня загинув на блокпосту поблизу міста Мар'їнка, рятуючи життя пораненого під час обстрілу терористами бойового товариша, солдат 20-го батальйону Руслан Чайковський. 31 липня від обстрілів терористами поранено вночі у власному будинку чоловіка. 1 серпня під час обстрілу терористами ВОП 2862 (четвертий пост) поблизу Мар'їнки загинув солдат 28-ї бригади Петро Кривоус. Смертельних поранень у тому бою зазнав Олексій Александров. 5 серпня біля Карлівки о 3:04 на фугасі підірвалися та загинули вояки 74-го батальйону — Максим Лянка, Віктор Росторопша та Олександр Шаповал.
17 серпня загинув від кулі снайпера під час бою на блокпосту поблизу Мар'їнки солдат 28-ї бригади Андрій Ладік. 19 серпня терористи обстрілюють місто, поранений місцевий житель. Вночі з 19 на 20 серпня терористи обстрілюють місто, четверо військових поранені. Внаслідок 6-годинного обстрілу терористами з 26 на 27 серпня поранено двох українських військових, загинули вояки 28-ї бригади Станіслав Шпильов та Віталій Лопушой.
27 вересня терористи близько півтори години вели вогонь по українських позиціях, без застосування важкого озброєння. 7 жовтня підірвався на «розтяжці» поблизу села Тарамчук Мар'їнського району старшина 14-ї бригади Володимир Чепіль.
8 листопада військовики рухалися на БТРі і щось сталося — чи то наїхали, чи то підстрелили — БТР з сімома військовиками перекинувся, один вояк загинув — старший прапорщик Ігор Нешко, шестеро поранені. 8 листопада під селом Славне зазнав смертельного поранення солдат 14-ї бригади Сергій Тарасюк. 11 листопада під Красногорівкою загинув молодший сержант 95-ї бригади Олександр Мешок. 12 листопада в збройній сутичці загинув розвідник 14-ї бригади Руслан Скотенюк. Тоді ж загинули старший солдат Олег Романович, сержант Станіслав Осадчук і старший сержант Юрій Ясан. 24 листопада двоє мирних жителів були поранені внаслідок обстрілу зі стрілецької зброї терористами. 1 грудня 2015-го за трагічних обставин під Красногорівкою загинув молодший сержант 99-го батальйону Дмитро Напрієнко.

### 2017
Загинув 19 липня від кулі снайпера на спостережній позиції в районі міста Мар'їнки старший солдат 92-ї бригади Ісаєнко Максим Олесьович. Зранку 20 липня 2017 року проросійські бойовики атакували опорний пункт Збройних сил України в районі Красногорівки. Атака розпочалася з артилерійського обстрілу, що тривав з 1-ї ночі до 3:00-4:00 ранку і завдавався 82-мм мінометом, установкою «Град-П» і танком. Свідчення українських військовослужбовців говорять про 2-3 танки, що працювали каруселлю, змінюючи один одного для підтримання високої щільності вогню. О 4:15 відбувся повторний обстріл з танків, мінометів 82 мм і 120 мм. Повторний обстріл прикривав підхід диверсійної групи бойовиків, що о 4:45 вийшла до українського опорного пункту і часткового його зайняла. Чисельність групи бойовиків — 10—15 осіб. Бій був тривалий, що може свідчити про намагання зайняти увесь опорний пункт. Диверсійна група бойовиків була вибита завдяки розгортанню підкріплень, і залишила на позиціях 3 тіла бойовиків, у радіоперехопленнях згадано і про четвертого убитого. Українські сили втратили 3 бійці загиблими — з них старший солдат 92-ї бригади Сень Олександр Васильович, солдати Гавря Олег Миколайович і Чорнобай Віктор Володимирович; 1 був полонений, 7 поранено чи зазнало контузій. 29 липня під час обстрілу опорного пункту 92-ї бригади в районі міста Красногорівка три міни калібру 120 мм розірвались біля окопу, шість військовослужбовців дістали поранення, загинув солдат Сіренко Сергій Васильович. 30 липня 2017-го при обстрілі опорного пункту зазнав поранення український військовик — сержант 46-го батальйону Кушнір Юрій Миколайович. 7 серпня під час обстрілу ворожим снайпером позиції ротного опорного пункту в районі міста Мар'їнка загинув старший солдат 46-го окремого батальйону Іванушкін В'ячеслав Вадимович. 8 серпня близько 4-ї ранку терористи розпочали обстріл українських укріплень поблизу Мар'їнки; вогнем у відповідь було накрито противника щільним вогнем. Під час цього протистояння одне із українських озброєнь вийшло з ладу та розірвалося, 2 військовики загинули — сержант Роговий Олександр Іванович та солдат Зейлик Володимир Миколайович, 5 зазнали поранень. 11 серпня під час несення служби на пункті стоп-контролю у м. Мар'їнка помер старший сержант поліції Трєгуб Олександр Євгенович. 3 вересня терористи здійснюють гранатометний обстріл українських позицій на підступах до Мар'їнки. 9 вересня уночі терористи обстрілюють з 82-мм міномета українські позиції під Красногорівкою, один вояк загинув (солдат 28-ї бригади Максим Кривиденко), ще 1 поранений. 12 грудня 2017 року біля Мар'їнки внаслідок артобстрілу терористами загинув вояк УДА Олександр Зубченко.

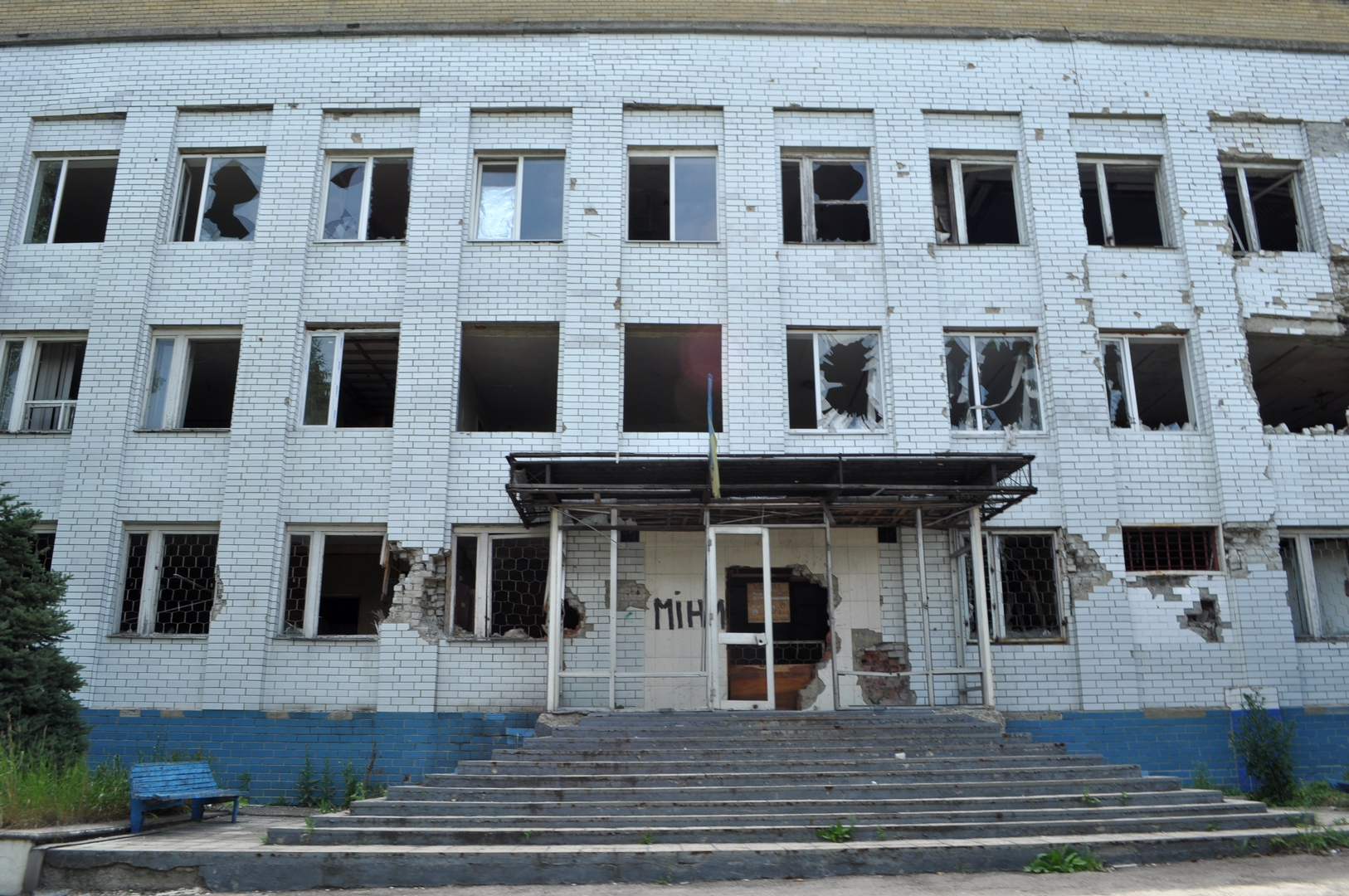
Мар'їнка в 2017

### 2018
26 червня від кулі снайпера загинув старший солдат в/ч А1469 Артур Федосенко.
6 липня 2018 року під Красногорівкою снайпер поранив українського військового.

### 2022

#### Лютий
Обстріл Мар’їнки розпочався 17 лютого, коли терористи «ДНР» поранили співробітника гуманітарної служби. Обстріл розпочався близько 9:30 ранку та завершився о 14:30, загалом пролунало близько 20 вибухів. Обстріли посилилися за кілька днів до російського вторгнення в Україну в 2022 році, у результаті чого загинули двоє українських військових і ще четверо отримали поранення.

#### Березень
17 березня Міноборони Росії заявило, що сили «ДНР» захопили Мар'їнку Українські сили заявили, що відновили контроль над містом 19 квітня 2022 року.. 30 березня співробітники Держслужби з надзвичайних ситуацій ліквідували «десятки пожеж», які виникли в місті через обстріл російськими військами боєприпасами з білим фосфором. 31 березня відбувся обстріл запалювальними снарядами 9М22С системи БМ-21 «Град». У місті виявили з десяток загорянь, їх ліквідували службовці Державної служби України з надзвичайних ситуацій. Також під обстріл потрапили Георгіївка, Новокалинове та Очеретине — постраждалих серед цивільних немає, але пошкоджено будинки. Крім того, внаслідок обстрілів знову знеструмлено Авдіївку.

#### Квітень
У середині квітня, на початку битви за Донбас, війська Росії посилили наступальні дії, завдавши численних ударів по Мар’їнці. 17 квітня в місті від російських обстрілів загинуло двоє людей, чотирьох було поранено.
19 квітня українські війська відновили контроль над Мар'їнкою 23 і 25 квітня українські війська відбили російські атаки на місто.
26 квітня українські сили відбили чергову спробу росіян атакувати Мар'їнку, повідомив голова Донецької обласної військової адміністрації Павло Кириленко.

#### Травень
Після захоплення Маріуполя та евакуації батальйону «Азов» із металургійного комбінату «Азовсталь», з 20 травня фокус російських військ перемістився на північ у напрямку Донецька, де були розташовані найсильніші позиції української армії, у тому числі Мар’їнка. Упродовж травня південна Мар’їнка перейшла під контроль України та Росії через загострення бойових дій.

#### Червень
Подальші російські штурми 25 червня Україна відбила.

#### Липень
3 липня Міністерство оборони Росії заявило, що українська 54-та механізована бригада «втратила понад 60 відсотків особового складу та техніки» під час попередніх бойових дій у районі Мар’їнки.
16 липня в Інтернеті поширилося відео із запалювальними боєприпасами, нібито над Мар’їнкою, хоча незрозуміло, з якого боку вони були розміщені. Відповідно до Женевської конвенції запальні боєприпаси є незаконними в цивільних районах.
Бої посилилися з кінця липня до початку серпня, починаючи з невдалої атаки росіян на Мар’їнку 11 липня. Ще два штурми відбулися 30 липня та 1 серпня, але безуспішно.

#### Серпень
5 серпня сили «ДНР» і «Вагнера» заявили, що контролюють половину Мар'їнки.
11 серпня росіяни невдало штурмували позиції ЗСУ біля Мар'їнки та Пісків, після втрат ворог відступив.
25 серпня російські війська знову штурмували Мар’їнку, але успіхів не досягли. Упродовж серпня російські війська досягали поступових успіхів у Мар’їнці. ІСВ повідомляв, що протягом вересня та жовтня лінія фронту в Мар’їнці практично не перебувала.

#### Листопад
Починаючи з початку листопада, бої знову посилилися, проросійські джерела заявляли про незначні успіхи в місті, хоча не надавали жодних візуальних доказів.

#### Грудень
Станом на 13 грудня російські війська контролювали 70% Мар’їнки, а українські війська контролювали західну половину міста за вулицею Дружби.  Президент «ДНР» Денис Пушилін заявив, що російські війська "незабаром" візьмуть під контроль Мар'їнку. Голова Донецької області Павло Кириленко 22 грудня заявив, що Мар'їнка і прилеглі території "непридатні для життя", і що там "не залишилося жодного будинку". 24 грудня Міністерство оборони Росії заявило, що досягло успіхів у Мар’їнці, хоча українські сили глибоко засіли в центрі міста. Україна заявила, що відбила російські штурми в Мар'їнці.

### 2023

#### Січень
11 січня пропагандистське російське видання «Известия» повідомило про участь 42-ї гвардійської мотострілецької дивізії Євпаторійської Червонопрапорної дивізії у боях за Мар'їнку. У січні 2023 року опитані українські військові заявляли, що бої в Мар’їнці були «пекельними», і що здебільшого бої велися на відстані від 10 до 20 метрів. Оскільки більша частина міста зруйнована, бої відбуваються за уламками, побутовими речами та підвалами. Полковник преси Ярослав Чепурний заявив, що 79-та десантно-штурмова бригада зазнала «найбільших втрат» серед українських підрозділів, дислокованих у Мар’їнці.

#### Лютий
1 лютого Україна заявила, що завдала значних втрат під час наступу Росії на Мар’їнку.

#### Грудень
В грудні ворог майже повністю окупував Мар`їнку. 26 грудня 2023 закінчилася битва за Мар`їнку повною окупацією міста ворогом.

## Гуманітарна ситуація
Майже вся Мар’їнка знищена в ході бойових дій. Міська площа повністю знищена, золотий купол місцевої церкви частково оплавлений, будинок культури Мар'їнка зруйнований. Початкова Мар’їнська школа №1, зруйнована, а від молодіжного центру неподалік, зруйнованого приблизно до 15 квітня, залишилася лише одна стіна.
3 листопада Україна заявила про евакуацію мирного населення Мар’їнки, довоєнної кількості близько 9400 осіб. Евакуацію проводила українська група «Білі янголи».

## У кіно
У 2016 році вийшов французький документальний фільм «Вибір Олега», в якому бій за Мар'їнку 3 червня 2015 року став ключовою подією. Автори Олена Волошин і Джеймс Кіо встановили довірливі стосунки з російським добровольцем із Тюмені командиром батальйону «БАРС» Олегом Дубініним на прізвисько Дубина і супроводжували його загін майже до передової. У батальйоні було близько 60 малокваліфікованих росіян і 4—5 місцевих. В бою Дубина втратив 20 вояк убитими. Якимось дивом їм удалося вийти з охоплення. Шок від бою був настільки великим, що Кіо і Волошин скористалися розгубленістю бойовиків і зафільмували психоаналіз, наповнений незручними питаннями та відвертими відповідями.
У фільмі є епізод лагідної бесіди та годування полоненого Романа Мащенка, але не показано, що перед тим його три дні били та не давали їжі. Співавтор Джеймс Кіо повідомив на фестивалі у Празі в березні 2016 року про те, що наказ напасти на українську позицію в Марʼїнці прийшов із Москви .

## Фото

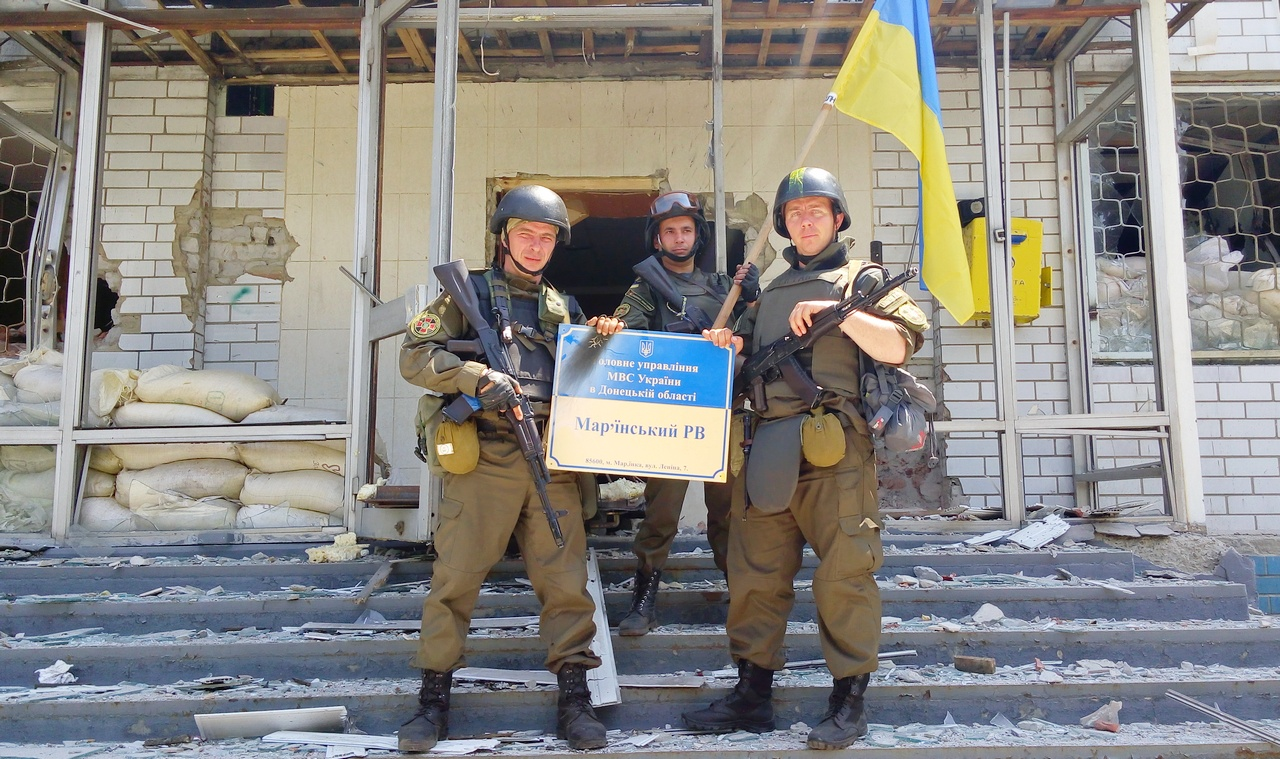
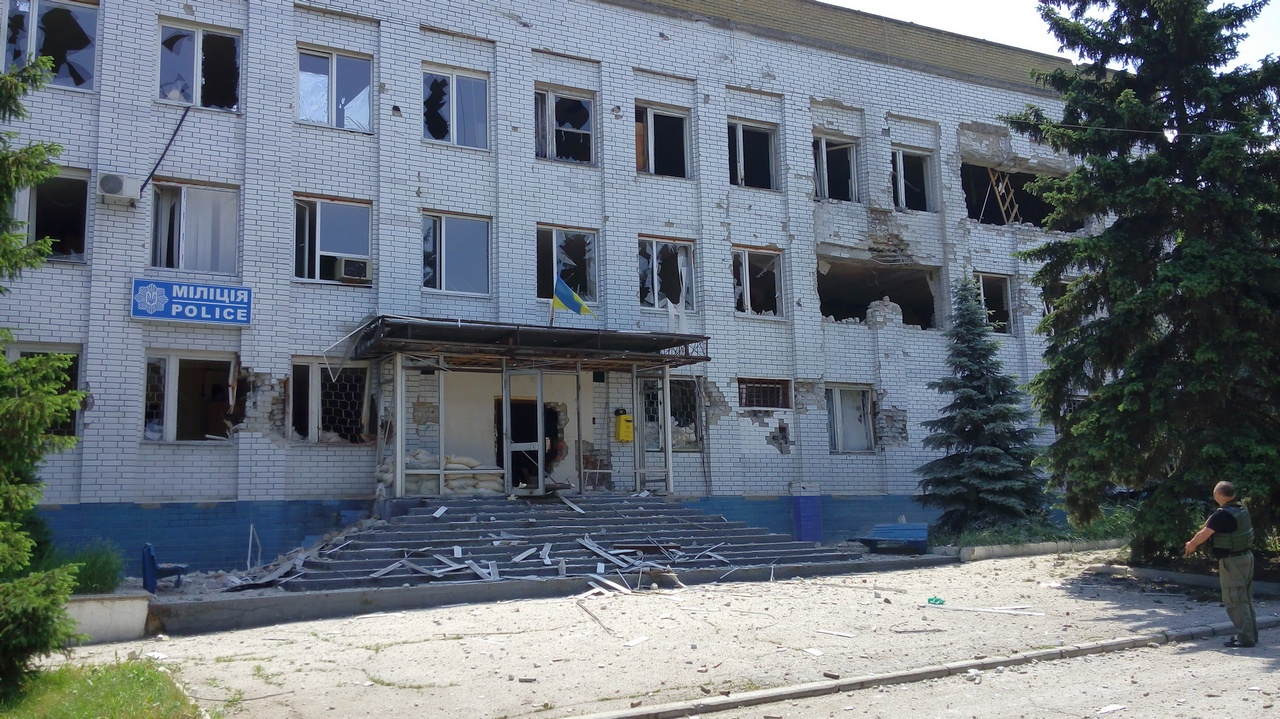
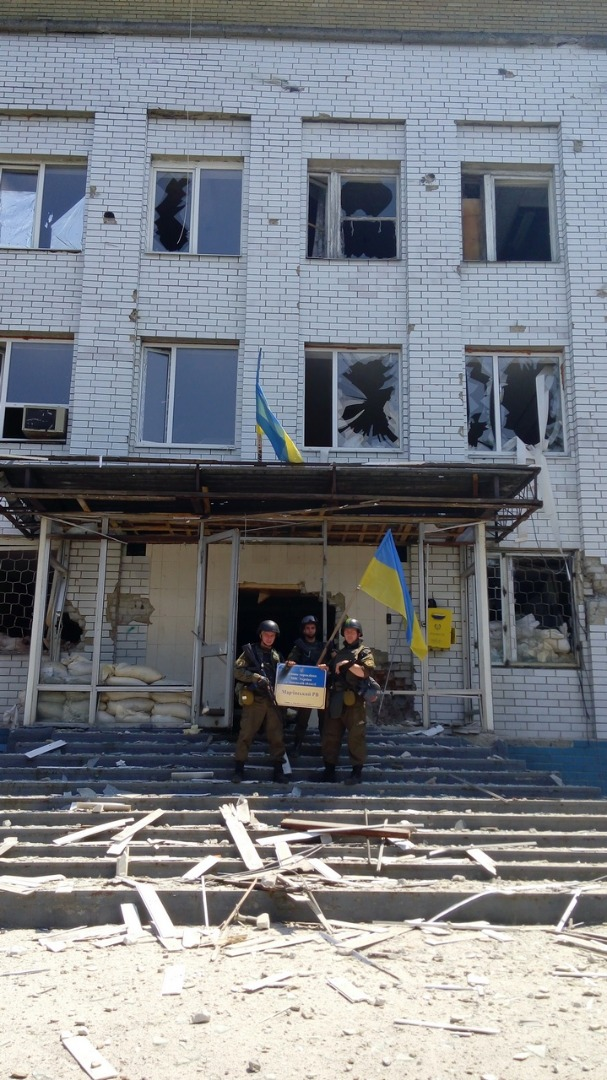
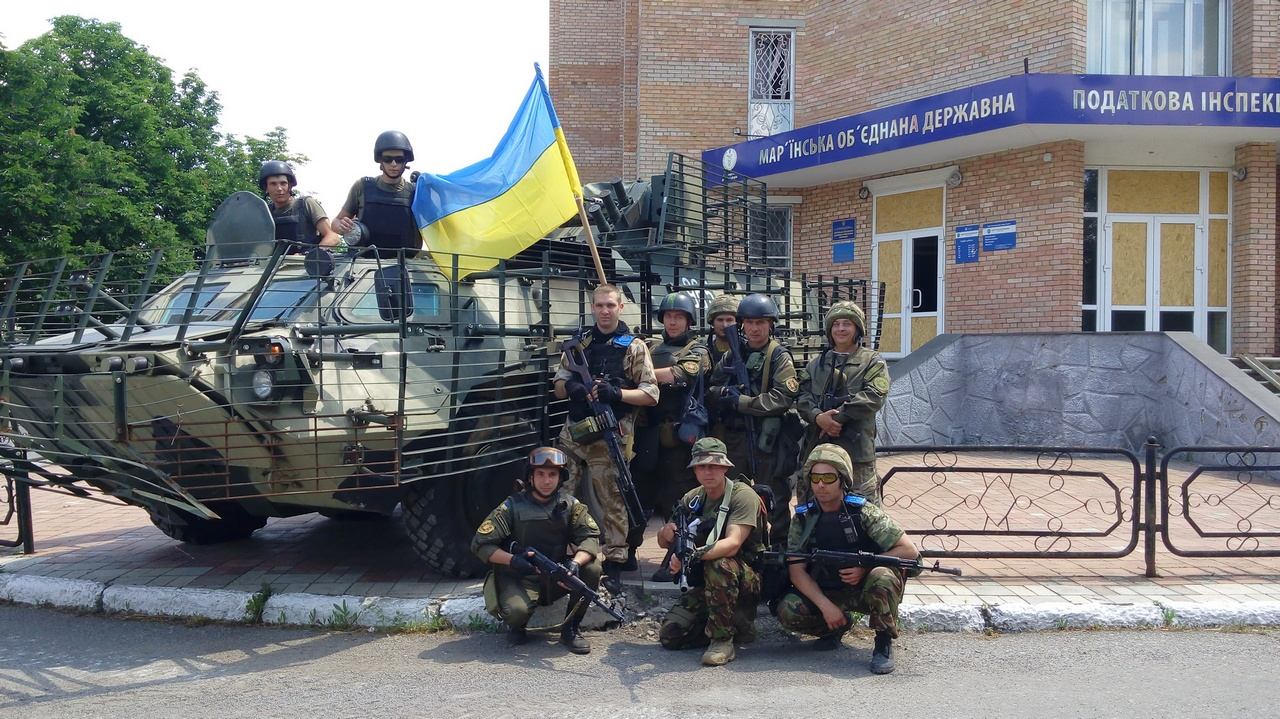

## Матеріали
- Незнаменита знаменита перемога 28-ї мехбригади: «Мар'їнська м'ясорубка» 3 червня 2015 року // Цензор.нет [Архівовано 5 червня 2019 у Wayback Machine.]
- https://fraza.ua/analytics/261945-zabytyj-epizod-srazhenija-za-marinku- [Архівовано 14 січня 2019 у Wayback Machine.]